# Neurosurgery
Neurosurgery ist eine wissenschaftliche Fachzeitschrift, die vom Lippincott Williams & Wilkins-Verlag veröffentlicht wird. Die Zeitschrift ist das offizielle Publikationsorgan des Congress of Neurological Surgeons und erscheint mit zwölf Ausgaben im Jahr. Es werden Arbeiten veröffentlicht, die sich mit neurochirurgischen Themen beschäftigen.
Der Impact Factor lag im Jahr 2014 bei 3,620. Nach der Statistik des ISI Web of Knowledge wird das Journal mit diesem Impact Factor in der Kategorie Chirurgie an 21. Stelle von 198 Zeitschriften und in der Kategorie klinische Neurologie an 41. Stelle von 192 Zeitschriften geführt.